# Coursetia robinioides
Coursetia robinioides är en ärtväxtart som beskrevs av Mario Sousa och Matt Lavin. Coursetia robinioides ingår i släktet Coursetia, och familjen ärtväxter. Inga underarter finns listade i Catalogue of Life.